# ニコライ・マルチャーク
ニコライ（ムィコーラ）・マカロヴィチ・マルチャーク（ロシア語: Николай Макарович Марчак、ウクライナ語: Микола Макарович Марчак、1904年1月5日 - 1938年9月23日）は、ウクライナ・ソビエト社会主義共和国の政治家。

## 生涯
1904年1月5日（ユリウス暦1903年12月23日）、ロシア帝国ポドリエ県ザレスツィの貧農の家庭に生まれた。地元で働いていたが、1922年9月にカーメネツ・ポドリスキー人民教育学院の予備課程へ進み、翌1923年まで学んだ。同年から1927年まで教師として働き、故郷ザレスツィの4年生小学校の校長も務めた。同年にウクライナ共産党へ入党。
1927年から翌1928年までは文化社会部部長およびドゥナエフツィ地区執行委員会責任書記に就き、同年から1931年まではキエフ人民国立学院および化学技術学院で学んだ。1931年秋から1937年秋までハリコフトラクター工場で働き、エンジニアから合理化局長・技術セクター長・技術情報局長・設計器械上級エンジニア・設計グループ長から最終的に工場長にまでなった。
1937年10月8日、大粛清の最中に党中央委 (uk) 政治局 (uk) からウクライナ・ソビエト社会主義共和国第一副教育人民委員に任命されたが、その職を務める間もなく、29日には政治局によって人民委員会議第一副議長に据えられた。また、13日にモスクワで人民委員会議議長ミハイル・ボンダレンコが逮捕されたことに伴い、翌1938年2月19日までその職を代行した。
政府長としてマルチャークは「内部財務管理の業務について」（11月10日）、「財務人民委員部へ移管された幼稚園の運営について」（13日）、「ウクライナでの1937年の新工業作物およびソルゴーの収穫計画について」（同日）、「成人の文盲が根絶された場合の評価について」（19日）、「漁業規制、漁業資源・共和国漁場およびウクライナの地域的重要性の保護について」（22日）など12の法令に署名し、同年には第1期連邦最高会議代議員にも選出された。
しかしマルチャークもまた、ウクライナ人民委員会議副議長および連邦最高会議代議員に在職中の1938年6月20日に逮捕された。そして、誣告を拒否して自殺を試みるも失敗し、容疑を認めることを余儀なくされた。マルチャークはウクライナの反革命地下右翼組織に加盟し、元ハリコフトラクター工場長パンテレイモン・スヴィストゥン (ru) と共謀して「工場の生産計画と品質向上の妨害を目的とした悪意ある行為」および「戦時に備えた工場解体準備」を行った。そしてスタニスラフ・コシオールに引き立てられて人民委員会議副議長に昇進し、ウクライナ経済を破壊に導く任務を遂行した。さらにはウクライナ共産党第一書記ニキータ・フルシチョフに対するテロ計画に直接的に参加していた、とされた。
マルチャークは9月22日、連邦最高裁軍事参議会によって死刑判決を下され、同日から翌23日にかけての深夜に処刑された。その後、マルチャークは1958年6月17日に名誉回復がなされた。